# Lesueurigobius suerii
Lesueurigobius suerii är en fiskart som först beskrevs av Risso, 1810.  Lesueurigobius suerii ingår i släktet Lesueurigobius och familjen smörbultsfiskar. Inga underarter finns listade i Catalogue of Life.